# 只上町
只上町（ただかりちょう）は、群馬県太田市にある地名（町丁）。郵便番号は373-0011。

## 概要
毛里田地区にある町丁。

## 地理
北部を渡良瀬川が流れており、栃木県と接している。

### 近隣町丁
- 原宿町
- 清原町
- 東今泉町
- 東新町
- 市場町
- 丸山町
- 矢田堀町
- 富若町

## 世帯数と人口
2022年（令和4年）3月31日現在の世帯数と人口は以下の通りである。
| 町丁   | 世帯数  | 人口   |
| ------ | ------- | ------ |
| 只上町 | 954世帯 | 2379人 |

## 交通

### 鉄道
町内に鉄道は通っていない。

### 道路
- 国道122号
- 国道50号
- 北関東自動車道

## 施設
- 太田市立毛里田小学校